# Ja’akow Awitan
Ja’akow Awitan – izraelski rabin i polityk. W latach 2020–2021 sprawował urząd ministra spraw religijnych Izraela.